# 청춘은 아름다워라
《청춘은 아름다워라》는 1984년 6월 15일에 방영된 KBS 1TV 청소년문학관 시리즈 중 여덟 번째 작품이다.

## 줄거리
상구는 어릴 때 독일로 유학을 떠났다가 6년만에 고향으로 돌아왔는데, 어느새 흙을 일구다 늙으신 부모님, 몰라보게 자란 동생 민구와 현자를 보며 고향의 포근한 정감을 느낀다. 상구는 옛날 여자친구인 수경이 수녀가 되기 위해 마을을 떠난다는 것에, 민구 역시 도회지를 꿈꾸고 있는 것에 대한 아픔을 느낀다.

## 등장 인물

### 주요 인물
- 이구순 : 상구 역

### 그 외 인물
- 이문희 : 수경 역
- 정재순 : 수경의 아버지 역
- 문오장 : 상구의 아버지 역
- 이일웅 : 수경의 아버지 역
- 안영주 : 상구의 아버지 역
- 윤상미 : 현자 역
- 양미경 : 미희 역 - 현자의 친구
- 최재성 : 민구 역
- 유순철 : 동네 할아버지 역

## 편성 변경
- 특집기획 《여기가 파랑도》의 편성으로 순연되어 저녁 7시 40분에 방송됨.